# Yosuke Mikami
Yosuke Mikami (三上 陽輔 Mikami Yosuke?, Hokkaido, 5 de mayo de 1992) es un exfutbolista japonés que jugaba como delantero.

## Trayectoria

### Clubes
| Club                  | País  | Año       |
| --------------------- | ----- | --------- |
| Consadole Sapporo     | Japón | 2010-2013 |
| Kataller Toyama       | Japón | 2014-2016 |
| A. C. Nagano Parceiro | Japón | 2017-2019 |
| Blaublitz Akita       | Japón | 2020-2023 |